# Thomas Brothers Store
Thomas Brothers Store, také známý jako Biglerville Country Store, je historický obchod a dům stojící v Biglerville, Adams County v Pensylvánii. Byl postaven v roce 1912 z cihel, má dvě patra a obdélníkový tvar s plochou střechou. Sedí na kamenných základech a na průčelí je římsa a podloubí. Druhé patro zabírá konferenční místnost zvaná Thomas Hall. K obchodu je připojen dvoupatrový obytný dům postavený také v roce 1912.
V roce 2008 byl zařazen do National Register of Historic Places.